# Schallerhammer
Das ehemalige Hammergut Schallerhammer liegt am Ufer der Ascha am westlichen Stadtrand von Schönsee im Landkreis Schwandorf an der Staatsstraße 2159.
Schallerhammer wird von der Verwaltung Schönsee nicht als eigenständiger Ortsteil der Stadt Schönsee betrachtet. Die Straße, die Schönsee in Richtung Gaisthal verlässt, trägt bis Muggenthal den Namen „Am Schallerhammer“ und zählt bis zur Hausnummer 25. Das ehemalige Hammergut „Schallerhammer“ hat die Adresse „Am Schallerhammer 4“.

## Geschichte
1387 wurde Schallerhammer als Teil der Hammerwerke an der Ascha erstmals schriftlich erwähnt (von Osten nach Westen, aschaabwärts: Dietersberg, Steinhammer, Schallerhammer, Ober- und Untermuggenthal, Gaisthaler Hammer).
Schallerhammer wurde in dieser Urkunde als Schienhammer bezeichnet, das war ein Hammerwerk, das Eisenerz verarbeitete und das gewonnene Roheisen zu „Schienen“ (damit bezeichnete man damals schmale flache Streifen) geformt an die weiterverarbeitenden Werke – oft im Böhmischen: Pfraumberg und Taus – gab.
Vielleicht entstand dieses Hammerwerk schon früher und nutzte anfangs örtliche Eisenvorkommen.
Seit Ende des 14. Jahrhunderts bezog es Eisenerz aus der Amberger Gegend.
Schallerhammer erschien nach dem 15. Jahrhundert als Blechhammer, d. h. als eisenverarbeitender Betrieb, jedoch wurde noch Ende des 16. Jahrhunderts dort auch Erz verhüttet.
Im 15. Jahrhundert wurde die Errichtung von neuen Schienhämmern verboten, um die Erzeugung von Roheisen zu drosseln. Die Umwandlung der Schienhämmer in Blechhämmer dagegen wurde gefördert.
Der Schallerhammer wechselte häufig den Besitzer.
Während des Dreißigjährigen Krieges war er stillgelegt. Bemühungen des neuen Besitzers Josef Lenk, ab 1771, ihn wieder in Betrieb zu nehmen scheiterten am Widerstand der Stadt Schönsee.
Auf dem Schallerhammer wurde im 19. Jahrhundert eine Mühle mit Landwirtschaft betrieben, ab 1874 eine Glasschleife, die 1958 einging.
Heute (2012) betreibt das Unternehmen Leco am Schallerhammer einen Produktionsbetrieb, der Glasartikel herstellt.

## Kultur und Sehenswürdigkeiten
Das ehemalige Hammergut „Schallerhammer“ ist erhalten, ein Mansardwalmdachbau, im Kern 17. Jahrhundert und eine Kapelle, Anfang 19. Jahrhundert.